# Gargara nigrolimbata
Gargara nigrolimbata är en insektsart som beskrevs av Ananthasubramanian 1980. Gargara nigrolimbata ingår i släktet Gargara och familjen hornstritar. Inga underarter finns listade i Catalogue of Life.